# Ciència i caritat
Ciència i caritat és una pintura a l'oli realitzada per Pablo Picasso el 1897 a Barcelona i que actualment forma part de la col·lecció permanent del Museu Picasso de Barcelona. Es tracta d'una de les obres més representatives de l'etapa de formació de l'artista, el qual la va realitzar amb només 15 anys.

## Història
José Ruiz Blasco, pare de Picasso, era un professor de pintura que desitjava que ell seu fill aconseguís allò que ell no havia pogut, triomfar en el món de la pintura. Per això va oferir al seu fill una sòlida formació acadèmica, perquè aquest pogués triomfar en les Exposicions Nacionals de Belles Arts que se celebraven anualment a Madrid. Picasso va començar la seva formació acadèmica a La Corunya i, un cop a Barcelona, es va inscriure a l'Escola de la Llotja.
El 1896 Picasso havia rebut molt bones crítiques per la seva obra La Primera Comunió–presentada a la Tercera Exposició de Belles Arts i Indústries Artístiques de Barcelona. Aquest fet va animar al seu pare a llogar un taller pel seu fill al número 4 del carrer de la Plata del Barri de la Ribera, prop de la residència familiar al carrer Mercè. En aquest taller fou on pintaria Ciència i caritat.
Es creu que es va inspirar en l'obra La visita de la mare d'Enrique Paternina i en Una sala de l'hospital durant la visita del metge en cap, del sevillà Luis Jiménez Aranda. Picasso ja havia pintat anteriorment algun quadre de temàtica similar (La malalta, pintat a La Corunya el 1894).
Per preparar l'obra, Picasso va realitzar diversos apunts previs i esbossos. Al Museu Picasso es conserven 6 d'aquests esbossos que són exposats de forma rotativa a les sales de la col·lecció permanent. Un dels esbossos es troba pintat al revers d'una altra obra, el Retrat de Joan Vidal Ventosa
Un cop finalitzada, es va presentar a l'Exposició General de Belles Arts del 1897 a Madrid, i posteriorment a l'Exposició Provincial de Màlaga del mateix any. Un cop finalitzada la mostra, l'obra romandria a Màlaga, al domicili de Salvador Ruiz Blasco, oncle de Picasso, fins que aquest va morir el 1918 i la seva vídua la va enviar a Barcelona, on va estar penjada al domicili de la família Vilató Ruiz al Passeig de Gràcia fins que l'artista la va donar al museu, juntament amb altres obres.Ciència i Caritat va ingressar al museu amb el codi de registre MPB110.046 i actualment es troba exposat de forma permanent a la Sala 13 del museu.

## Descripció
Es tracta d'una obra vinculada al realisme social, estil molt de moda durant la segona meitat del segle xix. L'expansió de la revolució industrial havia consolidat una burgesia que necessitava poder ostentar la seva nova condició social. Influïts per escriptors com Émile Zola, alguns pintors van començar a pintar obres per a aquesta nova burgesia, que gustava del realisme social. L'interès que despertava la ciència i els temes de medicina van fer que aquesta temàtica es repetís arreu d'Europa. Així va sorgir la pintura hospitalària, un subgènere del realisme social que va tenir el seu auge entre 1880 i 1900.
La composició de l'obra, de grans dimensions, segueix una estructura clàssica, on tots els personatges estan disposats de manera que l'espectador centri l'atenció en la malalta. L'ambientació i dimensions de la sala representada intenten crear una situació intimista.

### Models
- Metge: La figura del metge està representada per José Ruiz Blasco, pare del pintor, i representa la medicina moderna, el progrés.
- Malalta i nen: Es tracta d'una captaire del barri i del seu fill, als qui Picasso va contractar com a models per una suma total de 10 pessetes.
- Monja: Es creu que Picasso va fer servir a algun amic o adolescent, demanant-li que es disfressés amb els vestits d'una monja amiga de la família que venia de Màlaga però residia en aquell moment a Barcelona. La monja representa el socors assistencial.[7]

## Exposicions
Durant la tardor de 2010 es va realitzar una petita exposició temporal basada en l'estudi d'aquesta obra al mateix museu. A l'exposició es van poder veure diverses obres de temàtica clínica d'altres pintors com Antonio Casanova, Théobald Chartran, Henry Geoffroy, Leo Van Aken, Arturo Michelena o Marc-Aurèle de Foy Suzor-Coté, entre d'altres. Altres exposicions temporals:
- 1980 - Pablo Picasso: A retrospective. Museum of Modern Art, Nova York (maig-setembre)
- 1982 - Picasso 1881-1973. Exposició antològica. Museu Picasso, Barcelona (gener-febrer)

### Ciència i caritat al descobert
Altes obres exposades amb motiu de l'exposició temporal:
| Autor                         | Obra                                                                                      | Any        | Format                                                  | Mides (cm)  | Origen                                              |
| ----------------------------- | ----------------------------------------------------------------------------------------- | ---------- | ------------------------------------------------------- | ----------- | --------------------------------------------------- |
| Anònim                        | Dona i monja vetllant un malalt                                                           | s. XIX     | Oli sobre tela                                          |             | col·lecció particular                               |
| Cristóbal Rojas               | El violinista malalt                                                                      | 1886       | Oli sobre tela                                          | 112 × 150   | Galeria de Arte Nacional de Caracas                 |
| Cristóbal Rojas               | La misèria                                                                                | 1886       | Oli sobre tela                                          | 180 × 221   | Galeria de Arte Nacional de Caracas                 |
| Jozef Israëls                 | Sol                                                                                       | 1880-1881  | Oli sobre tela                                          | 125 × 200   | Museum Mesdag, La Haia                              |
| Antoni Casanova               | Monja i malalta                                                                           | 1893       | Oli sobre fusta                                         | 12 × 21     | Col·lecció particular                               |
| Theodor Hummel                | Al costat del llit mortuori de la mare                                                    | 1894       | Reproducció a La Ilustración Artística                  |             | Biblioteca Museu Picasso                            |
| Leo van Aken                  | Misèria humana                                                                            | 1890       | Oli sobre tela                                          | 160 × 206   | Museu Nacional d'Art de Catalunya                   |
| Alexander Struys              | La visita al malalt                                                                       | 1895       | Reproducció a L'Art Français núm. 427                   |             | Reial Acadèmia de Belles Arts de Sant Jordi         |
| Marc-Aurèle de Foy Suzor-Coté | El nen malalt                                                                             | 1895       | Oli sobre tela                                          | 67 × 89     | Musée National des beaux-arts du Québec             |
| Luke Fildes                   | El doctor                                                                                 | 1891       | Oli sobre tela                                          | 166 × 241   | Tate National, Liverpool                            |
| Arturo Michelena              | El nen malalt                                                                             | 1896       | Oli sobre tela                                          | 190 × 200,7 | Col·lecció particular                               |
| Henri Geoffroy                | El dia de la visita a l'hospital                                                          | 1889       | Oli sobre tela                                          | 120 × 89    | Musée d'Orsay, París                                |
| Adolf Mas                     | Sanatori Marítim de Sant Josep, núm.12                                                    | 1913       | Fotografia a les sals de plata                          |             | Arxiu Mas                                           |
| Adolf Mas                     | Sanatori Marítim de Sant Josep, núm.14                                                    | 1913       | Fotografia a les sals de plata                          |             | Arxiu Mas                                           |
| Théoblad Chartran             | L'auscultació                                                                             | 1878       | Fresc                                                   |             | Universitat de la Sorbona, París                    |
| ??                            | Visita del rei Alfons XII a l'hospital de colèrics                                        | 1885       | Gravat reproduït a La Ilustración Espanyola y Americana |             |                                                     |
| Frederic Ballell              | Visita a un malalt                                                                        | 1905-1915  | Fotografia a les sals de plata acolorida                |             | Arxiu Fotogràfic de Barcelona                       |
| A i E Napoleon                | Llicó de ginecologia...                                                                   | 1890       | Platinogravat                                           |             | Col·lecció particular                               |
| Luís Jiménez Aranda           | La visita del metge                                                                       | 1889       | Oli sobre tela                                          | 290 × 445   | Museu del Prado, Madrid                             |
| Enrique Paternina             | La visita de la mare                                                                      | 1892       | Oli sobre tela                                          | 155 × 215   | Museu del Prado, Madrid                             |
| Jaume Ribera                  | Sala de Sant Tomàs de l'Antic Hospital de la Sant Creu                                    | c1922-1923 | Fotografia a les sals de plata                          |             | Arxiu Històric de l'Hospital de Sant Pau, Barcelona |
| Frederic Ballell              | Secció de dones de l'Hospital Provisional de la Secció Marítima del Parc de la Ciutadella | 1914       | Fotografia a les sals de plata                          |             | Arxiu Fotogràfic de Barcelona                       |
| José Soriano Fort             | Desgraciada!                                                                              | 1896       | Oli sobre tela                                          | 233 × 288   | Museu del Prado                                     |

## Premis i reconeixements
- 1897 - Menció Honorífica a l'Exposició Nacional de Belles Arts de Madrid
- 1897 - Medalla d'Or a l'Exposició Provincial de Màlaga